# Hammarby Hockey
Hammarby Hockey ist die Eishockeyabteilung des schwedischen Sportvereins Hammarby IF aus Stockholm. Die seit 1921 bestehende Eishockeyabteilung wurde achtmal Schwedischer Meister. Seine Heimspiele trägt Hammarby im Hovet aus.

## Geschichte
Die Eishockeyabteilung von Hammarby IF wurde am 7. März 1921 gegründet. Sie wurde 1922 auf Anhieb schwedischer Vizemeister. Bis Mitte der 1950er Jahre gehörte die Mannschaft zu den stärksten in Schweden und wurde je acht Mal Schwedischer Meister und Vizemeister. Ab der Saison 1956/57 trug Hammarby seine Heimspiele im ein Jahr zuvor eröffneten Hovet aus. An die frühen Erfolge konnte der Club in der Folgezeit jedoch nicht mehr anknüpfen. An der 1975 gegründeten Elitserien nahm Hammarby nur in den Spielzeiten 1982/83 und 1984/85 teil, stieg jedoch beide Male als Zehnter und somit Letzter direkt wieder ab. Im Anschluss an die Saison 2007/08 musste die Eishockeyabteilung Hammarbys, die zu diesem Zeitpunkt in der zweitklassigen HockeyAllsvenskan antrat, Insolvenz anmelden. Daraufhin gründete die Fangruppierung Bajen Fans ihren eigenen Eishockeyverein Bajen Fans Hockey. Diese nimmt zur Saison 2010/11 an der fünftklassigen Division 3 teil und spielt ebenfalls im Hovet. Inzwischen nimmt die Eishockeyabteilung des Hammarby IF wieder am Spielbetrieb teil und erreichte 2013 die drittklassige Hockeyettan.
2021 folgte der Abstieg in die viertklassige Hockeytvåan (ehemals Division 2).

## Erfolge
- Schwedischer Meister (8): 1932, 1933, 1936, 1937, 1942, 1943, 1945 und 1951.
- Schwedischer Vizemeister (8): 1922, 1931, 1934, 1935, 1938, 1944, 1953 und 1955.

## Bekannte Spieler
| - Johan Åkerman - Sven Bergqvist - Mariusz Czerkawski | - Nils Ekman - Mika Hannula - Andreas Holmqvist | - Kristian Huselius - Pelle Lindbergh - Jamal Mayers | - Johnny Oduya - Taylor Pyatt - Mika Zibanejad |